# Sean Price
Sean Price (Brooklyn, 17 maart 1972 – aldaar, 8 augustus 2015) was een Amerikaanse rapper.

## Biografie
Tijdens de jaren 1990 trad Sean Price samen met de Fab 5 Crew voor de eerste keer publiekelijk in verschijning. Grote bekendheid kreeg hij echter pas met de rapper Rock als formatie Heltah Skeltah en hun eerste gezamenlijke album Nocturnal (1996), waarvan 250.000 exemplaren werden verkocht. Echter het opvolgende album Magnum Force (1998) flopte en rond de groep werd het stil. Price bracht sporadisch enkele nieuwe songs uit in het kader van de 'Boot Camp Clikk'. De eerste grotere publicatie als soloartiest was de mixtape Donkey Sean Jr., die verscheen in 2004 en waarvan hij naar eigen zeggen wereldwijd 60.000 exemplaren had verkocht. Zijn eerste soloalbum Monkey Barz bracht hij uit in 2005. Met dit album probeerde hij, zich bewust als zelfstandig artiest waar te maken en de commerciële ineffectiviteit te beëindigen, die hem naar eigen zeggen ertoe aanzette om drugs te verkopen om zijn familie in leven te houden, hetgeen hij thematiseerde in de song Brokest Rapper You Know op zijn eerste soloalbum. Het album werd zeer positief ontvangen en door het Duitse hiphoptijdschrift 'Juice' tot album van de maand juli gekozen.
In de periode tussen zijn beide soloalbums gaf hij talrijke concerten en werkte hij samen met vele andere rapmuzikanten, in Duitsland onder andere met de rappers D-Flame en Abroo. In januari 2007 volgde het tweede soloalbum Jesus Price Superstar en nog in hetzelfde jaar de mixtape Master P.. Zijn langjarige partner Rock verloor hij tijdens de productie van zijn soloalbums nooit uit de ogen. In 2005 namen beiden samen opnieuw songs op, onder andere voor de beide soloalbums van Price. In 2008 brachten beiden met D.I.R.T. (Da Incredible Rap Team) het eerste gezamenlijke album van Heltah Skeltah uit sinds tien jaar, in wiens kader ze ook weer gezamenlijke concerten gaven.
Via een samenwerkingsaanbod voor het soloalbum Ode to the Ghetto van Guilty Simpson leerde Sean Price de Detroitse rapper en de eveneens uit Detroit afkomstige muzikant Black Milk kennen. De samenwerking van de drie functioneerde zo goed, dat ze overeenkwamen om een gezamenlijk album uit te brengen. In 2009 brachten de drie als Random Axe de eerste song Monster Babies uit. Het album werd steeds weer uitgesteld en verscheen pas drie jaar na de aankondiging in 2011.
Terwijl het album van de supergroep steeds werd uitgesteld, werkte Sean Price verder aan zijn soloprojecten. Zo bracht hij in 2009 de mixtape Kimbo Price uit, die als opmaat moest dienen voor zijn derde studioalbum Mic Tyson. Oorspronkelijk aangekondigd voor 2009, werd het verschijnen van dit album ook steeds weer uitgesteld en werd het uiteindelijk in oktober 2012 uitgebracht.
Eind 2013 bracht Price met de Australische producent M Phazes de ep Land of The Crooks uit. Deze bevat vijf nummers met features van Billy Danze (M.O.P.), Maffew Ragazino, DJ Babu, Roc Marciano, DJ Devastate en Guilty Simpson.

## Overlijden
Op 8 augustus 2015 werd Price levenloos aangetroffen in zijn woning in Brooklyn. De doodsoorzaak is onbekend. Hij laat zijn vrouw en kinderen achter. Price werd 43 jaar.
Op zijn tweede sterfdag verscheen postuum het album Imperius Rex, dat zich plaatste in de onderste regionen van de Billboard 200.

## Discografie
- 1996: Nocturnal (als Heltah Skeltah samen met Rock)
- 1998: Magnum Force (als Heltah Skeltah samen met Rock)
- 2004: Donkey Sean Jr.
- 2005: Monkey Barz
- 2007: Jesus Price Supastar
- 2007: Master P: Official Mixtape
- 2008: D.I.R.T. (Da Incredible Rap Team) (als Heltah Skeltah samen met Rock)
- 2009: Kimbo Price
- 2011: Random Axe (als Random Axe samen met Guilty Simpson en Black Milk)
- 2012: Mic Tyson
- 2013: Land Of The Crooks (ep, samen met de Australische producent M-Phazes)
- 2015: Songs in the Key of Price
- 2017: Imperius Rex

- Bibliothèque nationale de France: cb150408090 (data)
- International Standard Name Identifier: 0000 0000 4824 6940
- Library of Congress Control Number: no2006018369
- MusicBrainz: c659f049-6d66-4b4e-b33e-f0991f287d34
- Virtual International Authority File: 16970979
- WorldCat: E39PBJbWtPXXJG83dH8c4jPfbd